# Pół dziewczyna
Pół dziewczyna – trzeci singel Natalii Nykiel wydany 23 listopada 2016 roku, promujący jej debiutancki album studyjny Lupus Electro. Utwór skomponowała sama wokalistka we współpracy z Michałem „Fox” Królem, a tekst piosenki napisała Katarzyna Nosowska.

## Premiera i wykonania na żywo
Singel został premierowo zaprezentowany w TV przez wokalistkę 1 stycznia 2016 podczas imprezy sylwestrowej organizowanej przez TVP 2, gdzie zapowiedziała wydanie kompozycji na singlu. 26 listopada 2016 w programie The Voice of Poland, emitowanym na kanale TVP 2  piosenkarka zaprezentowała singel na żywo. Piosenka wykonana była również 7 grudnia 2016 w ramach programu Poplista Plus Live Session. 

## Notowania

### Pozycje na radiowych listach przebojów
| Kraj   | Lista (2016)                          | Najwyższa pozycja |
| ------ | ------------------------------------- | ----------------- |
| Polska | Radio PiK (Lista Przebojów Radia PiK) | 12                |

## Teledysk
23 listopada 2016 odbyła się premiera teledysku do piosenki.
- Reżyseria: Katarzyna Kijek, Przemysław Adamski
- Operator: Kajetan Plis
- Stylizacja: Iwona Łęczycka
- Make Up: Kasia Sobura
- Włosy: Kasia Zalewska
- Kierownik produkcji: Franciszek Boberek
- Produkcja: Katarzyna Rup/Selfish
- Producent wykonawczy: Paweł Kochanowski
- Zdjęcia: Filip Załuska
- Obsada: Marcin Rębilas
- Kostium drzewo/Siłacz: Justyna Koeke